# 柯奈尔·海门斯
柯奈爾‧海門斯  （法語：Corneille Jean François Heymans，1892年—1968年），比利時醫學家，因發現了頸動脈竇和主動脈弓調節呼吸的作用，於1939年獲得1938年度的諾貝爾生理學或醫學獎。